# Список депутатов Верховного Совета Узбекской ССР 4 созыва
Список депутатов Верховного Совета Узбекской ССР 4 созыва
Депутаты Верховного Совета РСФСР Узбекской ССР 4 созыва работали с 1955 по 1959 годы.
Всего 423 депутата.
| # А Б В Г Д Е Ё Ж З И К Л М Н О П Р С Т У Ф Х Ц Ч Ш Щ Э Ю Я |

## А
1. Абдурахманов, Абдужаббар
2. Абдуллаев, Гулам-Махмуд
3. Абдурахимов, Усман
4. Абдалин, Александр Степанович
5. Абдурахимова, Мухабат Ядгаровна
6. Абдуллаев, Хабиб Мухамедович
7. Абдурасулев, Темир
8. Абаданов, Отепберген
9. Абдурахманов, Султан
10. Авагумов, Георгий Данилович
11. Адылов, Бори
12. Азарбаева, Раисхон
13. Азимов, Урун
14. Азимов, Алим
15. Азизова, Мастура
16. Айдаров, Кали
17. Акрамов, Камил
18. Алимов, Рахматулла Алимович
19. Алиев, Гаффар Умарович
20. Аллаяров, Таджи
21. Аминова, Афтоб
22. Аманов, Юлдаш
23. Анисимкин, Иван Георгиевич
24. Аннакулова, Бахор Кадыровна
25. Андреев, Андрей Андреевич
26. Артыков, Абдулла
27. Аркатова, Елена Ивановна
28. Артыков, Раббим Зияевич
29. Атакулов, Базарбай
30. Атабеков, Сурен Атабекович
31. Атамурадова, Пашша
32. Ахмеджанова, Джахан
33. Ахмедова, Таджихон
34. Ахунбабаев, Салиджан
35. Ахунов, Гани
36. Ашуралиев, Тургун
37. Ашуров, Иргаш
38. Ашурова, Малика

## Б
1. Базарова, Диларам
2. Бакиров, Ибрагим
3. Базарова, Майрам
4. Бабков, Игорь Васильевич
5. Бакаева, Хадича
6. Балиманов, Джабай
7. Бабаджанов, Юлдаш Бабаджанович
8. Бадалбаев, Саткун
9. Бирюков, Пётр Павлович
10. Бердияров, Юлдаш
11. Бегимкулов, Чули
12. Бибаров, Василий Никифорович
13. Блинов, Иван Фёдорович
14. Борисенко, Иван Карпович
15. Братерский, Иван Дмитриевич
16. Бродова, Анна Ивановна
17. Булганин, Николай Александрович
18. Бултакова, Ходжар
19. Буранов, Бахрамкул
20. Бутенко, Екатерина Аврамовна

## В
1. Валиев, Абдукадыр
2. Васильев, Сергей Фёдорович
3. Вапаева, Курманджан
4. Весёлов, Семён Михайлович
5. Виприцкий, Анатолий Александрович
6. Виноградов, Василий Александрович
7. Ворошилов, Климент Ефремович

## Г
1. Ганиев, Хафиз
2. Ганиева, Майрам
3. Гаибназарова, Улугой
4. Габриельянц, Гайк Аветисович
5. Гайкович, Константин Брониславович
6. Газиев, Джура
7. Гаипов, Джурабай
8. Глухов, Родион Михайлович
9. Глухов, Алексей Петрович
10. Голев, Василий Гаврилович
11. Гончаров, Андрей Тимофеевич
12. Гуламов, Расул Гуламович
13. Гулямов, Маннап
14. Гулямов, Гафур Гулямович

## Д
1. Данилин, Кирилл Васильевич
2. Давидьянц, Александр Григорьевич
3. Давлетов, Балта
4. Давлетмуратова, Джумагуль
5. Давранов, Абдурахман
6. Демченко, Виталий Фёдорович
7. Джалилов, Хаким
8. Джураева, Муттихон
9. Джумабаева, Муттихон
10. Джурабаев, Нусхабай
11. Джамурадов, Яхшинор
12. Джалилов, Халил Мадьярович
13. Джураева, Зульфия
14. Джураев, Тешабай
15. Джумаев, Сано
16. Джуманазаров, Матеке
17. Джуманиязова, Розияджан
18. Джаббаров, Ташкабил
19. Джуманазаров, Мухамедкул
20. Джураева, Кирмиз
21. Доленко, Александр Кириллович
22. Доленко, Валентин Кириллович
23. Душамов, Казак

## Е
1. Емцов, Василий Яковлевич
2. Елагин, Семён Дмитриевич
3. Ершова, Екатерина Максимовна

## Ж
1. Жадигеров, Гайып
2. Жапаков, Науруз

## З
1. Закирова, Хакима
2. Зиямов, Сродж
3. Зиядуллаев, Саид-Карим
4. Зупаров, Халмухамед

## И
1. Ибрагимова, Азиза
2. Ибрагимова, Милихон
3. Игамбердыев, Иргаш
4. Игамбердыева, Чини
5. Игамова, Хурсан
6. Извенова, Калбеке
7. Икрамов, Мамадали
8. Ильхамова, Джура Ильхамовна
9. Иргашев, Турсун
10. Ирзаева, Адалят
11. Исамухамедов, Шукур Салихович
12. Исмаилов, Тагирджан
13. Исламгулов, Миразим
14. Истомин, Михаил Сергеевич
15. Исраилова, Эзасхон
16. Ишанходжаев, Босит
17. Ишбеков, Дуст
18. Ишмурадова, Асал
19. Ишимбетов, Жалгас

## К
1. Каганович, Лазарь Моисеевич
2. Каримов, Ибрагим Ильясович
3. Кадыров, Азиз Мавлянович
4. Кариев, Хикмат
5. Камалетдинова, Хаджалой
6. Касымов, Хашим
7. Каримов, Исраил Каримович
8. Камалов, Сабир Камалович
9. Касымов, Исакджан
10. Камилов, Максуд
11. Каймаков, Пётр Васильевич
12. Кадыров, Иминджан
13. Каххар, Абдулла
14. Калиева, Дамехан
15. Кабилова, Хамро
16. Кабилова, Новат
17. Кадыров, Абди
18. Калашников, Константин Фёдорович
19. Каримова, Майрам
20. Кдырбаев, Ибраим
21. Кельдиев, Махамади
22. Ким, Пен Хва
23. Кичанов, Михаил Иванович
24. Кириленко, Павел Петрович
25. Коваленко, Александр Ильич
26. Коровин, Евгений Петрович
27. Коломинов, Александр Николаевич
28. Комков, Сергей Иванович
29. Коржавин, Борис Дмитриевич
30. Косыгин, Алексей Николаевич
31. Коришева, Пелагея Дмитриевна
32. Крючкова, Мария Алексеевна
33. Крупнов, Николай Алексеевич
34. Куликова, Ольга Семёновна
35. Курбанов, Алим
36. Кучкаров, Анвар Марасулович
37. Курбанов, Сулейман
38. Курбанова, Гулджан
39. Кутлимуратова, Огулджан
40. Кушназарова, Саодатжон
41. Курбанов, Алтыбай

## Л
1. Лебедков, Андрей Дмитриевич
2. Лексашев, Фёдор Павлович
3. Левина, Анастасия Васильевна
4. Лебедева, Елизавета Владимировна
5. Литвинова, Надежда Афанасьевна

## М
1. Мавлянова, Вазира
2. Магрупов, Хабиб Арипович
3. Макаров, Степан Петрович
4. Макотро, Василий Григорьевич
5. Маленков, Георгий Максимилианович
6. Маллаева, Карияхон
7. Мамадалиев, Максудали
8. Маматкулов, Ахмадали
9. Маматов, Абдусалам
10. Маматов, Чима
11. Маматова, Мукаррамхон
12. Маматова, Мумина
13. Мананова, Балхим
14. Маплиева, Джамал
15. Марахимова, Мастанбиби
16. Марцинюк, Иван Витальевич
17. Матвеева, Антонина Капитоновна
18. Махкамова, Ходжия Махкамовна
19. Махматкулов, Мустафакул
20. Махмудов, Насыр
21. Махмудов, Инти
22. Махмудов, Хамро
23. Махмудова, Хасиятхон
24. Машарипов, Матназар
25. Мешков, Анатолий Владимирович
26. Мельников, Роман Ефимович
27. Мейлиева, Мамахон
28. Менглиев, Базар
29. Мирошхина, Наталия Митрофановна
30. Михайлов, Иван Фёдорович
31. Мирзабеков, Борис Григорьевич
32. Микоян, Анастас Иванович
33. Мирмухамедова, Амина Таджизадаевна
34. Мирзаев, Кадыр
35. Мичурин, Александр Фёдорович
36. Молотов, Вячеслав Михайлович
37. Молчанов, Сергей Андреевич
38. Мухитдинов, Нуритдин Акрамович
39. Муратходжаев, Вали
40. Мусаханова, Хадича Раимовна
41. Мусаханов, Мирзамахмуд Мирзарахманович
42. Мусамухамедов, Ризамат
43. Мусаев, Садык
44. Мухитдинов, Мумин Мухитдинович
45. Мурадов, Нуритдин Мурадович
46. Мухаммадиев, Мамараим
47. Мухитдинова, Халима
48. Мустафаев, Муртаза
49. Мухамеджанов, Мирза-Али Валиевич

## Н
1. Наженова, Бибигуль
2. Насриддинова, Ядгар Садыковна
3. Насырова, Халима
4. Набиев, Инамжан
5. Насырова, Угулой
6. Нурбаева, Джангил
7. Немудров, Василий Николаевич
8. Ниязов, Амин Ирматович
9. Никитин, Степан Алексеевич
10. Ниязов, Абдулла
11. Нигматшаев, Камалитдин
12. Ниязметов, Ирискул
13. Нуритдинов, Салих
14. Нурматов, Абид
15. Нугманов, Камиль

## О
1. Олейников, Григорий Макарович
2. Остапенко, Павел Акимович
3. Ошанин, Лев Васильевич
4. Оттыгашев, Павел Петрович

## П
1. Павлова, Ольга Николаевна
2. Первухин, Михаил Георгиевич
3. Пожаров, Леонид Фёдорович
4. Попов, Борис Вениаминович
5. Познякова, Тамара Михайловна
6. Попов, Сергей Панкратьевич
7. Пономаренко, Пантелеймон Кондратьевич
8. Поспелов, Пётр Николаевич
9. Припусков, Игорь Константинович
10. Прозорова, Ольга Дмитриевна
11. Пулатова, Садди

## Р
1. Рахматов, Мамарахим
2. Рафикова, Очаором
3. Рахимбабаева, Захра
4. Рахимова, Таджихон
5. Рахматов, Исмаил Рахматович
6. Рашидов, Шараф Рашидович
7. Расулов, Каникул
8. Рахматова, Шахри
9. Расулев, Василь
10. Раззаков, Аблакул
11. Рахматов, Алим
12. Раупова, Урун
13. Рахимов, Ибрагим Абдурахимович
14. Раджабова, Санамжан
15. Рахманов, Мадраим Рахманович
16. Рахимов, Касым Рахимович
17. Рахматуллаев, Асад
18. Рахманов, Файзи Рахманович
19. Ризаева, Бонихон
20. Ризаев, Пальяз Мурадович
21. Романовский, Вячеслав Михайлович
22. Рустамбекова, Кутби
23. Рудин, Александр Никитович
24. Рузибаев, Турсунбай
25. Рустамова, Кумрихон
26. Рузметов, Курбан

## С
1. Сазонов, Прокофий Маркович
2. Салимухамедов, Султан Салиевич
3. Садыкова, Василя Садыковна
4. Сабиров, Гази Сабирович
5. Сабуров, Максим Захарович
6. Саидов, Сабирджан
7. Саттаров, Доли
8. Сагатов, Рауф
9. Салихова, Шарафат Зуфаровна
10. Саидова, Туман
11. Санакулов, Закир Санакулович
12. Садуллаев, Вафа
13. Салимов, Тиша
14. Саттарова, Шарифа
15. Сариева, Макбал
16. Сафарова, Бури
17. Самиева, Турсунхол
18. Сеитниязов, Розум
19. Сиражева, Сангин
20. Сиддиков, Рустам
21. Скоробогатов, Георгий Илыч
22. Скворцова, Мария Павловна
23. Сорокина, Мария Ивановна
24. Спасская, Анна Васильевна
25. Стрельцов, Иван Васильевич
26. Ступников, Александр Никанорович
27. Султанов, Кадыркул
28. Султанходжаев, Абдулла
29. Султанов, Гани Султанович
30. Суслов, Михаил Андреевич

## Т
1. Ташмухамедов, Муса
2. Ташмухамедов, Туляган Расулович
3. Ташпулатова, Карамат
4. Ташпулатова, Хамида
5. Таджиев, Махмуд Таджиевич
6. Таджибаев, Махмуджан
7. Ташкулов, Сергей Ташкулович
8. Тагиров, Кабулджан
9. Таджибаев, Ходжимирза
10. Таиров, Абдулхай
11. Ташпулатов, Файзи
12. Таджиева, Джамиля
13. Тер-Ишханов, Григорий Хасрович
14. Тешаева, Хурмат
15. Телегин, Константин Алексеевич
16. Торопкина, Антонина Львовна
17. Туркова, Нина Никитична
18. Тургунбаева, Мукаррам
19. Турсунбаев, Абиль
20. Турсунов, Минавар Турсунович
21. Тютьков, Владимир Дмитриевич

## У
1. Убайдуллаева, Михриниса
2. Узаков, Мулладжан Каримович
3. Укубаев, Кинабек
4. Умарова, Заргуль
5. Умаров, Салих Исаевич
6. Усманходжаев, Бузрукходжа
7. Урунов, Идыбой
8. Усманова, Унсуной
9. Утамбетов, Есемурат
10. Утениязов, Бекбай

## Ф
1. Фарзуллаев, Закирилла
2. Федотов, Пётр Петрович

## Х
1. Хайдаров, Вахид
2. Хакимов, Маматахир
3. Хайдаров, Ашур
4. Хамдамов, Акбар
5. Хайдаров, Вали
6. Хаитова, Умрибиби
7. Хамдамов, Гафар Саттарович
8. Хайдарова, Хикмат
9. Хаитова, Анзират
10. Хакимов, Ариф
11. Хайдаров, Нигмат Атабаевич
12. Хакимов, Мухтар
13. Хатамов, Умар
14. Хашимов, Мамат
15. Хидиров, Гулят
16. Ходжаев, Джура
17. Ходжаева, Максуда
18. Ходжабеков, Юсуфджан
19. Ходжибеков, Худайкул
20. Ходжаев, Агзам Ашрапович
21. Ходжаев, Гани
22. Ходжаев, Фахмутдин Ходжаевич
23. Ходжаниязова, Рейма
24. Ходжакулов, Хамза
25. Хрущёв, Никита Сергеевич
26. Худайкулова, Зульфи
27. Хусанов, Исмат
28. Хужакулов, Усман
29. Хусанова, Махкамташ

## Ц
1. Цапков, Василий Григорьевич

## Ч
1. Черников, Николай Андреевич
2. Черняк, Екатерина Ивановна
3. Черник, Степан Семёнович
4. Читанов, Мамаджан
5. Чунихин, Николай Петрович
6. Чудасова, Елена Николаевна

## Ш
1. Шамсиев, Мирза
2. Шанигматова, Азада
3. Шаназаров, Шаюнус
4. Шамсудинов, Фахредин Шамсудинович
5. Шаталин, Николай Николаевич
6. Шарипов, Карим
7. Шарипова, Пулат
8. Шарапова, Чинни
9. Шарипов, Латып
10. Шверник, Николай Михайлович
11. Шералиев, Мурат Шералиевич
12. Шин, Ден Дик
13. Ширинова, Рухсат
14. Шкуратов, Александр Иванович
15. Шукуралиев, Абдукадыр
16. Шукуров, Ахмаджан
17. Шукурова, Энамгуль

## Э
1. Эгамбердыев, Рахимберды
2. Эшимова, Кулпин

## Ю
1. Юдин, Анатолий Ермолаевич
2. Юлдашева, Майрамхон
3. Юльчибаев, Саматджан Юльчибаевич
4. Юлдашев, Хусан
5. Юлдашева, Санталат
6. Юлдашев, Маджид
7. Юлдашев, Мухамед Юлдашевич
8. Юрковский, Виктор Минович
9. Юсупова, Халима Исмаиловна
10. Юсупова, Халима
11. Юсупова, Кундузхон
12. Юсупбеков, Аристан
13. Юсупов, Гафур Гиясович
14. Юсупов, Исамидин
15. Юнусханова, Мухаббат
16. Юнусов, Хилал Юнусович

## Я
1. Ядгаров, Исан
2. Якубов, Джуманияз
3. Яхшиев, Саттар
4. Яцковский, Николай Семёнович
5. Якубджанов, Касымджан

## Источник
- Список депутатов Верховного Совета Узбекской ССР и депутатов Верховного Совета СССР избранных от Узбекской ССР и Кара-Калпакской АССР (Четвертый созыв) [Текст] : По состоянию на 1 февр. 1958 г. / Информ. стат. отд. Президиума Верховного Совета Узбек. ССР. — Ташкент : [б. и.], 1958. — 94 с.; 22 см.